# Parzham (Fürstenzell)
Parzham ist ein Gemeindeteil des Marktes Fürstenzell im niederbayerischen Landkreis Passau.

## Lage
Die Einöde Parzham liegt im Unterbayerischen Hügelland etwa fünf Kilometer südlich von Fürstenzell und westlich von Engertsham. Nordöstlich fließt der Sulzbach, ein linker Zufluss der Rott. Westlich des Ortes verläuft die Kreisstraße PA 10, nordöstlich die PA 9, südöstlich die PA 8 und östlich die St 2119.

## Baudenkmäler
In der Liste der Baudenkmäler in Fürstenzell ist für Parzham ein Traidkasten (Parzham 1) als einziges Baudenkmal aufgeführt.